# Бойкін (Алабама)
Бойкін (англ. Boykin) — переписна місцевість (CDP) в США, в окрузі Вілкокс штату Алабама. Населення — 208 осіб (2020).

## Географія
Бойкін розташований за координатами 32°4′6″ пн. ш. 87°17′40″ зх. д. / 32.06833° пн. ш. 87.29444° зх. д. (32.068375, -87.294343).  За даними Бюро перепису населення США в 2010 році переписна місцевість мала площу 6,92 км², з яких 6,89 км² — суходіл та 0,03 км² — водойми.

## Демографія

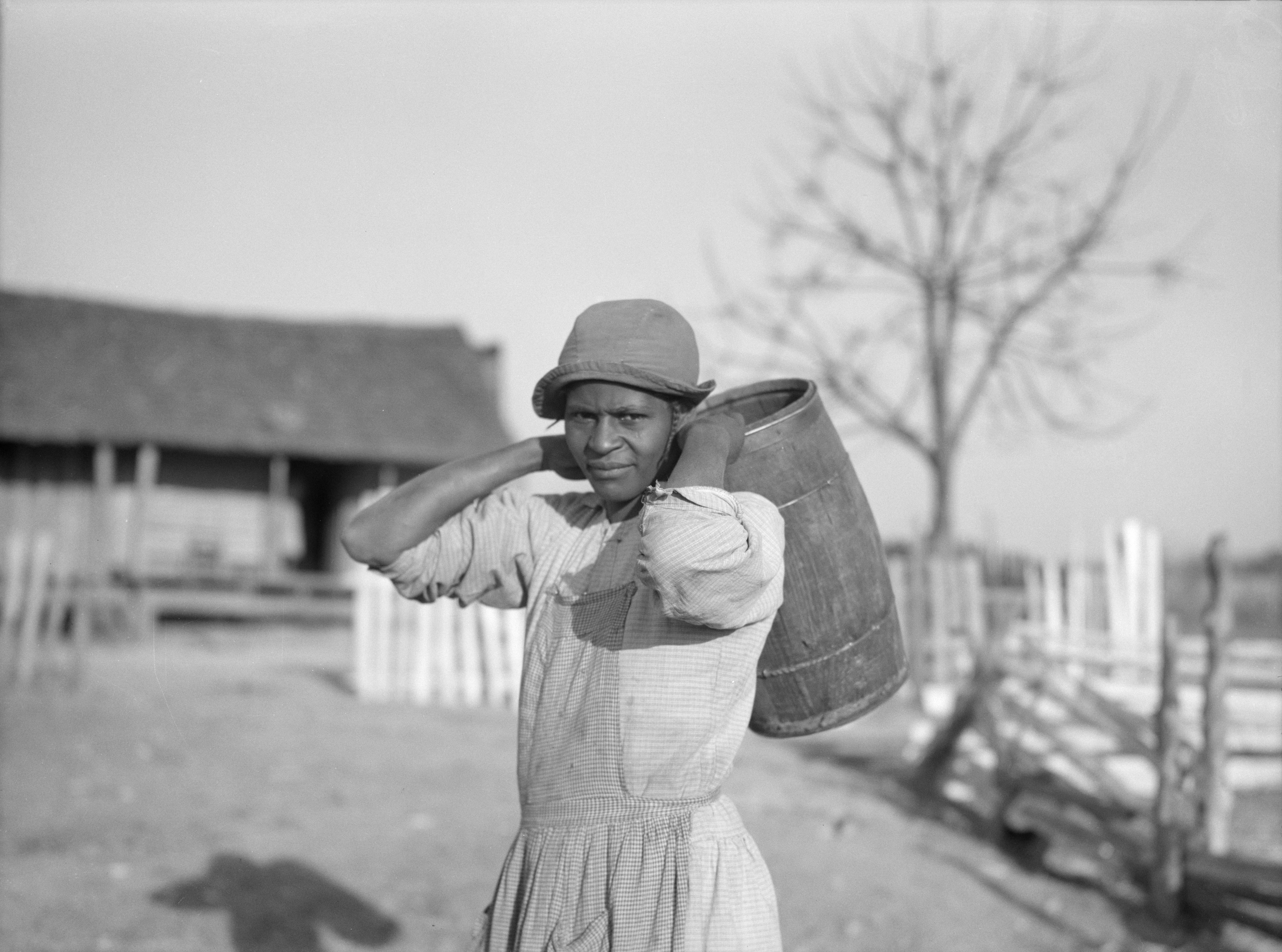
Енні Пітвей Бендолф носить воду. Квітень 1937. Фотограф Артур Ротштейн

Згідно з переписом 2010 року, у переписній місцевості мешкало 275 осіб у 100 домогосподарствах у складі 69 родин. Густота населення становила 40 осіб/км².  Було 127 помешкань (18/км²).
Расовий склад населення:
| - 95,3 % — чорних або афроамериканців - 4,0 % — білих |

До двох чи більше рас належало 0,0 %. Частка іспаномовних становила 0,7 % від усіх жителів.
За віковим діапазоном населення розподілялося таким чином: 28,0 % — особи молодші 18 років, 59,6 % — особи у віці 18—64 років, 12,4 % — особи у віці 65 років та старші. Медіана віку мешканця становила 40,3 року. На 100 осіб жіночої статі у переписній місцевості припадало 89,7 чоловіків;  на 100 жінок у віці від 18 років та старших — 81,7 чоловіків також старших 18 років.
Цивільне працевлаштоване населення становило 0 осіб.